# Christian Amphoux
Pour les articles homonymes, voir Amphoux.
Christian-Bernard Amphoux, né le 17 juillet 1943 à Vannes, est un chercheur honoraire en philologie grecque au CNRS et ancien directeur de l'Académie des langues anciennes de Saintes (1981-1999).

## Biographie
Il fait des études de lettres classiques à Rennes (1961-1962), puis à Montpellier (1962-1967), il obtient l'agrégation de grammaire.
Il devient professeur de lycée dans plusieurs villes, tout en étudiant le grec du Nouveau Testament. Il se forme notamment à la critique textuelle avec Jean Duplacy et collabore à un projet international d'édition critique du Nouveau Testament.
Il devient chercheur au CNRS en 1974 et obtient une charge de cours de critique textuelle et de grec néotestamentaire à la faculté de théologie protestante de Montpellier, en 1975. Il soutient en 1981 une thèse de lettres de 3e cycle, à l'université Paris IV, intitulée Le texte des épîtres catholiques : essais de classement des états de texte, préparatoires à une histoire du texte de ces épîtres, sous la direction de Jean Irigoin et de Jean Duplacy. En 1982, il obtient une charge de cours de critique textuelle du Nouveau Testament, à la Faculté de théologie catholique de Lyon, tandis qu'il dirige à Montpellier une équipe du CNRS, le GDR 797 (1989-1993), pour des recherches autour du texte du Nouveau Testament. Il est rattaché à la section grecque de l’Institut de recherche et d'histoire des textes (IRHT). Il prend sa retraite en 2008, et organise des formations dans le domaine du christianisme ancien et des rapports entre religions et sociétés.

## Engagement institutionnel et associatif
Il participe, avec Jean Margain, à la fondation d'une école d’été pour l’enseignement et la diffusion des langues de la Bible et de l’Orient chrétien, d’abord à la Faculté de théologie protestante de Montpellier (1981-1985), puis à Saintes (1986-1999), sous le nom d’Académie des langues anciennes. En juin 1994, il édite, avec David Charles Parker, les actes d'un colloque sur le Codex de Bèze qui s'est tenu à Lunel en 1994. En 1996, il crée avec Bernard Outtier la collection Histoire du texte biblique (HTB), aux éditions du Zèbre. Il intervient comme théologien dans les séries Corpus Christi et l'Origine du christianisme, réalisées par Gérard Mordillat et Jérôme Prieur.

## Publications
- « Les manuscrits grecs de l'épitre de Jacques d'après une collation de 25 lieux variants », Paris : CNRS, 1978, p. 285-295.
- « La Prédication de Jacques le Juste », avec Michel Bouttier, Études théologiques et religieuses, 1979/1, p. 5–16.
- « L' analyse factorielle au service de l'édition de textes anciens : application à un texte grec du Nouveau Testament, l'épitre de Jacques », LC2 no 2, 1981, p. 285-295.
- Le Texte des épîtres catholiques : Essais de classement des états de texte, préparatoires à une histoire du texte de ces épîtres, thèse, Paris, université Paris IV, 1981.
- « Le texte et la langue du Nouveau Testament », Études théologiques et religieuses, vol. 58, 1983, no 3.
- « Les premières éditions de Luc », Ephemerides Theologicae Lovanienses vol. 67, 1991, fasc. 4 et vol. 68, 1992, fasc. 1.
- « Les manuscrits du Nouveau Testament : du livre à la parole », Études théologiques et religieuses, vol. 67, 1992, no 2.
- La parole qui devint Évangile : l'Évangile, ses rédacteurs, son auteur, Paris, Seuil, 1993.
- La Formation du Nouveau Testament, Évangile et liberté, no 126, janvier 1994 ; no 127, février 1994.
- Codex Bezae. Studies from the Lunel Colloquium, coédition d'actes, avec David Charles Parker, Leyde, E.J. Brill, 1996
- Prologue de Jean, (dir.), Lille, Centre de recherches de l'université Charles-de-Gaulle-Lille 3 , 2001.
- Évangile de Marc : Les Types de texte dans les langues anciennes, ouvrage collectif, Lille, Université catholique de Lille, 2005.
- Synoptiques et Actes : Quel texte original ? avec Étienne Nodet, réponse de Christian-Bernard Amphoux, Pendé, J. Gabalda, 2014.
- Le Jésus de l'histoire : Sous le voile du sens apparent, Annecy, Encretoile éditions, 2015, 2e éd. 2016.